# Graham Vick

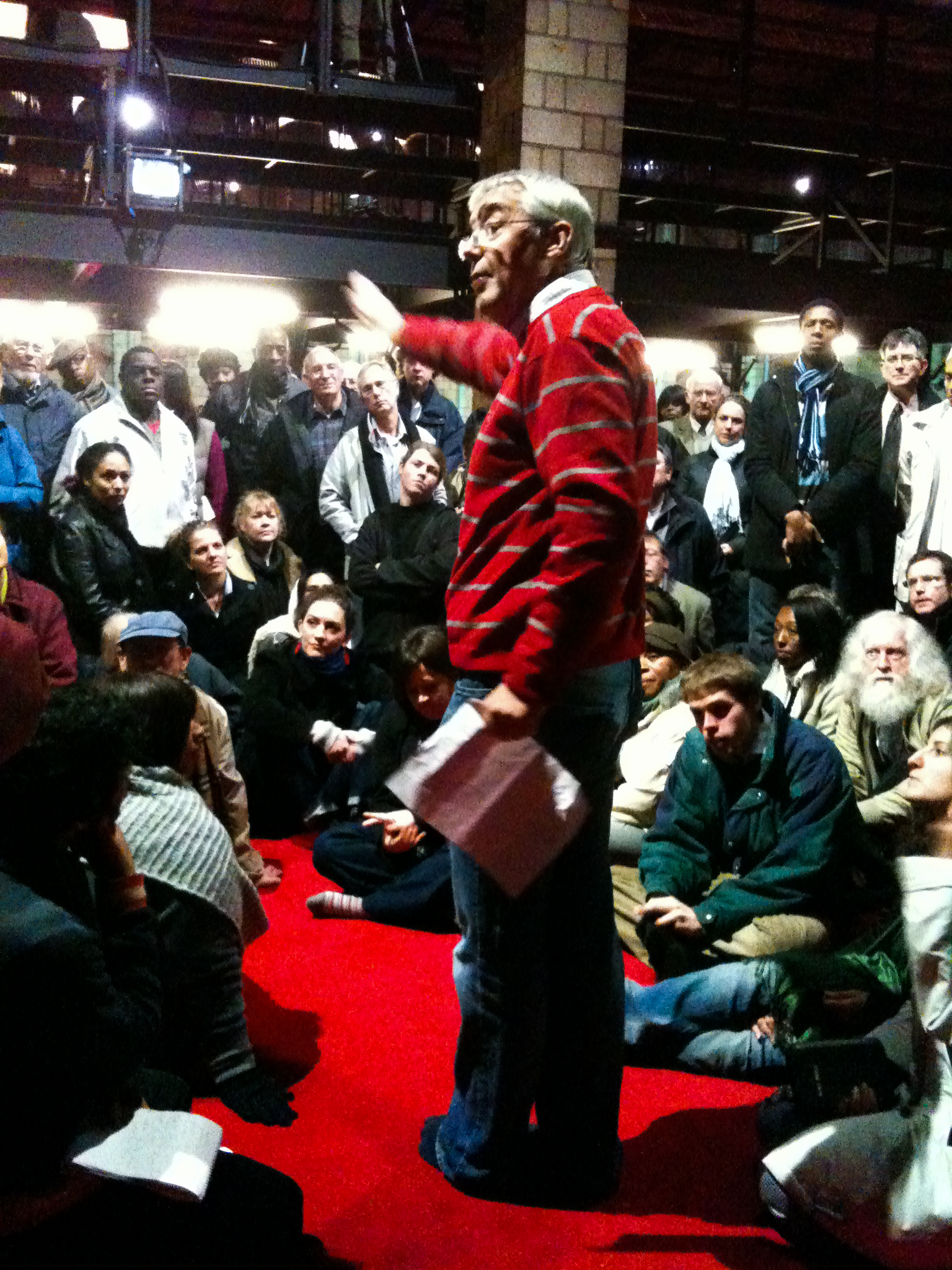
Graham Vick (2009)

Sir Graham Vick CBE (* 30. Dezember 1953 in Birkenhead; † 17. Juli 2021 in London) war ein britischer Opernregisseur. Er war unter anderem Gründer der Birmingham Opera Company und international für seine experimentellen Inszenierungen von traditionellen und modernen Opern bekannt.

## Leben und Wirken
Graham Vick absolvierte sein Studium am Royal Northern College of Music (RNCM) in Manchester. Im Alter von 24 Jahren inszenierte er die Oper Savitri von Gustav Holst an der Scottish Opera und war von 1984 bis 1987 als künstlerischer Leiter an diesem Opernhaus tätig. Die 1987 von ihm gegründete City of Birmingham Touring Opera (seit 2001 Birmingham Opera Company) führte er fortan ebenfalls als künstlerischer Leiter. Von 1994 bis 2000 war er Intendant des Glyndebourne Festival und wirkte dort darüber hinaus bis 2017 als Regisseur.
Er inszenierte Opernproduktionen an renommierten Opernhäusern wie unter anderem der Metropolitan Opera, dem Royal Opera House Covent Garden, der Mailänder Scala, der Oper Rom, der San Francisco Opera, der Opera di Firenze, der Pariser Oper, der Königlichen Oper Kopenhagen, der Göteborgsoperan, der Wiener Staatsoper, der Bayerischen Staatsoper, der Deutschen Oper Berlin, am Mariinski-Theater, bei den Salzburger Festspielen, den Bregenzer Festspielen und beim Rossini Opera Festival Pesaro.
Besonders hervorzuheben sind seine Regiearbeiten für die Uraufführung von Luciano Berios Oper Outis am Teatro alla Scala (1996), für die britische Erstaufführung von Beriots Un re in ascolto am Royal Opera House (1989) und für die Uraufführung der Oper Mittwoch aus dem Zyklus Licht von Karlheinz Stockhausen mit der Birmingham Opera Company (2012).
Zahlreiche Opernproduktionen unter seiner Regie wurden aufgenommen und sind als DVD erhältlich.
Vick lehrte als Gastprofessor an der Oxford University (2002/2003 und 2014/2015) und seit 2017 am Royal Northern College of Music (International Chair in Opera).
Er starb im Juli 2021 im Alter von 67 Jahren an den Folgen einer COVID-19-Erkrankung.

## Auszeichnungen (Auswahl)
- Mehrfach Preisträger des Premio Abbiati[13]

- Honorary Professor der University of Birmingham[11][14]

- Ritter des Ordre des Arts et des Lettres[4]
- 2009: Commander des Order of the British Empire[4]
- 2016: Ehrenmitglied der Royal Philharmonic Society[4]
- 2021: Knight Bachelor, ‘for services to Music and to the Regions’[15]

## Regiearbeiten (Auswahl)
- The Rape of Lucretia von Benjamin Britten, English National Opera (1983)
- Falstaff von Giuseppe Verdi, Royal Opera House, Wiedereröffnung nach der Restaurierung des Opernhauses 1999[16][17]
- Un re in ascolto von Luciano Berio, britische Erstaufführung, Royal Opera House (1989)
- Mitridate, re di Ponto von Wolfgang Amadeus Mozart, Royal Opera House (1991)
- Krieg und Frieden von Sergei Prokofjew. Kirow-Oper (1991)
- Pique Dame von Peter Tschaikowski, Glyndebourne Festival Opera (1992)
- Die Meistersinger von Nürnberg von Richard Wagner, Royal Opera House (1993)
- Eugen Onegin von Pjotr I. Tschaikowski, Glyndebourne Festival Opera (1994)
- King Arthur von Henry Purcell, Royal Opera House (1995)
- Ermione von Gioacchino Rossini, Glyndebourne Festival Opera (1995)
- The Midsummer Marriage von Michael Tippett, Royal Opera House (1996)
- Outis von Luciano Berio, Uraufführung am Teatro alla Scala (1996)
- Lulu von Alban Berg, Glyndebourne Festival (1996)
- Macbeth von Giuseppe Verdi, Teatro alla Scala (1997)
- Manon Lescaut von Giacomo Puccini, Glyndebourne Festival (1997)
- Moses und Aron von Arnold Schönberg, Metropolitan Opera (1999)[18]
- Pelléas et Mélisande von Claude Debussy, Glyndebourne (1999)
- Ernani von Giuseppe Verdi, Wiener Staatsoper (1999)
- Il trovatore von Giuseppe Verdi, Metropolitan Opera (2000)[19]
- Les Troyens von Hector Berlioz, Bayerische Staatsoper, Münchner Opernfestspiele (2001)[16]
- Otello von Giuseppe Verdi, Teatro alla Scala (2001)
- Fidelio von Ludwig van Beethoven, Birmingham Opera Company (2002)
- Die Zauberflöte von W. A. Mozart, Salzburger Festspiele (2005)
- La rondine von Giacomo Puccini, Teatro La Fenice (2008)
- Aida von Giuseppe Verdi, Bregenzer Festspiele (2009)[20]
- Tamerlano von Georg Friedrich Händel, Royal Opera House (2010)
- Il ratto dal serraglio (Die Entführung aus dem Serail) von W. A. Mozart, Teatro dell’Opera di Roma (2011)[21]
- Mittwoch aus Licht von Karlheinz Stockhausen, Birmingham Opera Company, Uraufführung 2012
- The Ice Break von Michael Tippett, Birmingham Opera Company (2015)[22]
- Le roi Arthus von Ernest Chausson, Opéra National de Paris (2015)[23]
- Aufstieg und Fall der Stadt Mahagonny von Kurt Weill: Maggio Musicale Fiorentino (1990), Teatro dell’Opera di Roma (2015), Königliche Oper Kopenhagen (2016)[24][25]
- Die tote Stadt von Erich Wolfgang Korngold, Teatro alla Scala (2019)[26]
- Lady Macbeth von Mzensk von Dmitri Schostakowitsch: Metropolitan Opera (1994)[18] und Birmingham Opera Company (2019)

## Filmografie (Auswahl)
- 1987: The Rape of Lucretia – Mit Jean Rigby, Russel Smythe, Richard Van Allan, Alan Opie u. a. English National Opera Orchestra, Dirigent: Llionel Friend
- 1991: War and Peace –  Solisten, Chor und Orchester der Kirov Opera, Dirigent: Valery Gergiev
- 1992: Pique Dame –  Mit Yuri Marusin, Nancy Gustafson, Felicity Palmer, Sergei Leiferkus, Dimitri Kharitonov u. a., London Philharmonic Orchestra, Dirigent: Andrew Davis (Glyndebourne Festival)
- 1993: Mitridate, ré di Ponto –  Mit Bruce Ford, Jochen Kowalski, Ann Murray, Ľuba Orgonášová, Orchester des Royal Opera House, Dirigent: Paul Daniel
- 1994: Eugen Onegin –  Mit Wojtek Drabowicz, Jelena Prokina, Louise Winter, Yvonne Minton, Martin Thompson u. a. London Philharmonic Orchestra, Dirigent: Andrew Davis (Glyndebourne Festival)
- 1995: Ermione –  Mit Anna Caterina Antonacci, Diana Montague, Bruce Ford, Jorge Lopez-Yanez, London Philharmonic Orchestra, Dirigent: Andrew Davis (Glyndebourne Festival)
- 1996: Lulu – Mit Christine Schäfer, Kathryn Harries, Wolfgang Schöne, Norman Bailey u. a., London Philharmonic Orchestra, Dirigent: Andrew Davis (Glyndebourne Festival)
- 1997: Manon Lescaut –  Mit Adina Nitescu, Patrick Denniston, Roberto De Candia, Paolo Montarsolo, Antonello Palombi u. a., London Philharmonic Orchestra, Dirigent: John Eliot Gardiner (Glyndebourne Festival)
- 1997: Macbeth – Mit Renato Bruson, Carlo Colombara, Maria Guleghina, Marcella Polidori, Roberto Alagna, Fabio Sartori u. a., Chor und Orchester des Teatro alla Scala, Dirigent: Riccardo Muti
- 1999: Pelléas et Mélisande – Mit Christiane Oleze, Richard Croft,  John Tomlinson, Jean Rigby, Gwynne Howell u. a., London Philharmonic Orchestra, Dirigent: Andrew Davis (Glyndebourne Festival)
- 2001: Otello –  Mit Plácido Domingo, Barbara Frittoli, Leo Nucci u. a., Chor und Orchester des Teatro alla Scala, Dirigent: Riccardo Muti.
- 2004: Rigoletto – Mit Carlos Álvarez, Marcelo Álvarez, Inva Mula u. a., Chor und Orchester des Gran Teatre del Liceu, Dirigent: Jesús-López Cobos
- 2008: Tamerlano – Mit Plácido Domingo, Monica Bacelli, Ingela Bohlin, Sara Mingardo, Jennifer Holloway, Luigi de Donato u. a., Chor und Orchester des Teatro Real Madrid, Dirigent: Paul McCreesh
- 2008: La Rondine – Mit Fiorenza Cedolins, Fernando Portari, Sandra Pastrana, Emanuele Glannino, Stefano Antonucci u. a., Chor und Orchester des Teatro La Fenice, Dirigent: Carlo Rizzi
- 2009: Lucia di Lammermoor – Mit Matthew O’Neill, Natalie Dessay, Gabriele Viviani, Giuseppe Filianoti, Oren Gradus, Cybele Gouverneur u. a., Chor und Orchester der San Francisco Opera, Dirigent: Jean-Yves Ossonce
- 2009: Aida –  Mit Kevin Short, Iano Tamar, Tatiana Serjan, Rubens Pelizzari, Iain Paterson u. a., Wiener Symphoniker, Dirigent: Carlo Rizzi (Bregenzer Festspiele)
- 2011: Mosè in Egitto – Mit Riccardo Zanellato, Alex Esposito, Sonia Ganassi, Dmitry Korchak u. a., Chor und Orchester des Teatro Comunale di Bologna, Dirigent: Roberto Abbado
- 2013: Guillaume Tell – Mit Nicola Alaimo, Marina Rebeka, Juan Diego Flórez, Amanda Forsythe, Chor und Orchester des Teatro Comunale di Bologna, Dirigent: Michele Mariotti